# فرناندو بلانکو
فرناندو بلانکو (اسپانیایی: Fernando Blanco‎؛ زادهٔ ۴ ژوئن ۱۹۵۱) بازیکن فوتبال اهل مکزیک بود.
وی همچنین در تیم ملی فوتبال مکزیک بازی کرده‌است.